# Музей Торнио
Музей долины Торнио фин. Tornionlaakson maakuntamuseo — музей истории долины реки Турнеэльвен, расположенный в городе Торнио (Финляндия).

## История
Музей Торнио был основан в июне 1914 года в то же время, что и формировался библиотечный фонд Городской библиотеки. Музей был открыт как самый северный музей Финляндии, так и как самый северный музей мира. Он также стал первым музеем в Лапландии.
В нынешнем здании экспозиция музея располагается с 1962 года, а реконструкция здания была проведена в 1982 году. К этому же времени относится и создание основной экспозиции музея, которая была создана в начале 1960-х годов с незначительными изменениями после дополнения в начале 1980-х годов.
Музей Торнио был переименован в городской в 1975 году, а в 1981 году он был преобразован в Музей Западной Лапландии. Нынешнее название регионального музея долины Торнио стало широко распространённым с начала XXI века.
Реконструкция здания музея стоимостью четыре миллиона евро была завершена в 2012—2013 годах, а новая базовая выставка «Встречи на границе» была завершена в 2014 году. Она была открыта для публики в столетний юбилей Музея — 31 августа 2014 года.
С 2014 года региональный музей долины Торнио представляет также историю шведской части долины в сотрудничестве с муниципалитетом Хапаранда (Швеция), который направил для этих целей одного из своих сотрудников.